# Bessie Becker
Bessie Becker (* 1919 in Grünstadt; † 4./5. Januar 1971 in Kitzbühel, eigentlich Irmgard Elisabeth Schulte) war eine deutsche Modedesignerin, Werbedesignerin, Modephotographin und Kostümbildnerin.

## Leben
Becker war zunächst nach 1945 Kostümbildnerin an den Münchner Kammerspielen. Sie fertigte in den Jahren 1941 bis 1959 u. a. die Kostüme für zahlreiche deutsche Filme der Kriegs- und Nachkriegszeit.
1952 gründete Becker ihr eigenes Modehaus in München zunächst für Teenager-Mode, später für Prêt-à-porter. Sie gehörte zu den wenigen Couturières, die sich in der damals von Männern dominierten Branche behaupteten, und erlangte über die Grenzen Deutschlands hinaus Bekanntheit.
In der Nacht vom 4. auf den 5. Januar 1971 erlitt Becker in Kitzbühel einen Herzanfall, stürzte dabei über einen Zaun und wurde erst zehn Stunden später erfroren aufgefunden. Die Temperaturen in Kitzbühel betrugen zu dieser Zeit minus 15 Grad Celsius, ein Fremdverschulden wurde durch Obduktion ausgeschlossen. Nach Aussage ihrer Agentur sei Becker schon länger herzkrank gewesen.
Becker war mit dem Maler, Zeichner und Grafiker Helmar Becker-Berke verheiratet.
Von ihr 1963 entworfene und genähte Kleidungsstücke befinden sich in der Sammlung des Germanischen Nationalmuseums in Nürnberg.

## Filmografie
- 1941: Man müßte Klavier spielen können
- 1942: Nacht in Venedig
- 1942: Der große Schatten
- 1942: Meine Freundin Josefine (als Irmgard Becker-Schulte)
- 1943: Großstadtmelodie (als Irmgard Becker-Schulte)
- 1944/51: Zwischen Herz und Gewissen (als Irmgard Becker-Schulte)
- 1947: Zwischen gestern und morgen
- 1948: Film ohne Titel
- 1950: Kein Engel ist so rein
- 1950: Insel ohne Moral
- 1950: Das doppelte Lottchen
- 1951: Nachts auf den Straßen
- 1951: Das seltsame Leben des Herrn Bruggs
- 1952: Das kann jedem passieren
- 1953: Die Streichholzballade (Produktionsleiter) (als Irmgard Becker-Schulte)
- 1954: Sie
- 1959: Jacqueline